# Haua
Haua' es una deidad polinésica presente en la mitología rapanui.

## Descripción
En la mitología de la Isla de Pascua, era considerado junto a Make-Make como las deidades que llevaron a los pájaros al islote Motu Nui; hecho del cual se originaría la ceremonia del Tangata Manu (hombre-pájaro). Haua era un dios que vivía en Motiro Hiva (Isla Sala y Gómez), lugar de donde provienen las aves de Rapa nui, ya que Haua se las entregó a Make Make luego de que este, transformado en una calavera que durante días nadó a través del océano, fue hasta allá a buscarlas. Sin embargo, el dios Haua sería casi olvidado, y en la ceremonia del Tangata Manu solo se rendiría culto a Make-Make.